# أليكس سانتوس
أليكس سانتوس هو صحفي ومقدم تلفزيوني فلبيني، ولد في 10 يونيو 1970 في دافاو في الفلبين.